# Helia diversa
Helia diversa är en fjärilsart som beskrevs av Walker 1865. Helia diversa ingår i släktet Helia och familjen nattflyn. Inga underarter finns listade i Catalogue of Life.